# Colpochila potens
Colpochila potens är en skalbaggsart som beskrevs av Britton 1986. Colpochila potens ingår i släktet Colpochila och familjen Melolonthidae. Inga underarter finns listade i Catalogue of Life.